# Carolina Lussana
Carolina Lussana (Bergamo, 9 novembre 1971) è una politica italiana.

## Biografia
Laureata in giurisprudenza all'Università Cattolica di Milano, dal 2009 esercita la professione di avvocato. Fa parte della Lega Nord.

## Carriera politica
È stata eletta deputato nel 2001 con il sistema maggioritario nella circoscrizione IV (Lombardia 2), nel collegio natale di Albino.
Nella XIV Legislatura ha fatto parte della II commissione (Giustizia) ed è stata inoltre vicepresidente della commissione parlamentare d'inchiesta sulla morte di Ilaria Alpi. Per le elezioni politiche del 2006 è stata candidata nella circoscrizione Lombardia 2 ed ha ricevuto conferma del suo seggio alla Camera. Confermata deputato nel 2008 (ma a Milano) è stata vice capogruppo vicario della Lega Nord alla Camera fino al 1º febbraio 2012 quando è stata sostituita da Maurizio Fugatti andando a ricoprire l'incarico di vice capogruppo.
Ha presentato alla Camera dei deputati, come prima firmataria, il progetto di legge "Inapplicabilità del giudizio abbreviato ai delitti puniti con la pena dell'ergastolo" che, dopo le sostanziali modifiche poste al Senato, è diventato noto con il nome di Processo Lungo.
Il 14 novembre 2023 è stata eletta Presidente del Consiglio di presidenza della giustizia tributaria (all'unanimità), dopo essere stata nominata dal parlamento. La affiancano Cosimo Maria Ferri e Raffaele Tuccillo come vice presidenti,  eletti al consiglio - invece - dai giudici tributari. 

## Vita privata
Nel settembre 2007 ha sposato il parlamentare dell'UDC, in seguito passato al PDL, Giuseppe Galati. La coppia ha avuto un figlio nel 2009, Alessandro, e un altro nel 2012, Marco.